# Доленя Вас-при-Полиці
Доленя Вас-при-Полиці (словен. Dolenja vas pri Polici) — поселення в общині Гросуплє, Осреднєсловенський регіон, Словенія. Висота над рівнем моря: 453,4 м.